# Эшвиллер
Эшвиллер (фр. Eschwiller) — коммуна на северо-востоке Франции в регионе Гранд-Эст (бывший Эльзас — Шампань — Арденны — Лотарингия), департамент Нижний Рейн, округ Саверн, кантон Ингвиллер. До марта 2015 года коммуна административно входила в состав упразднённого кантона Дрюлинген (округ Саверн).
Площадь коммуны — 3,49 км², население — 165 человек (2006) с тенденцией к росту: 196 человек (2013), плотность населения — 56,2 чел/км².

## Население
Население коммуны в 2011 году составляло 188 человек, в 2012 году — 192 человека, а в 2013-м — 196 человек.
| 1962 | 1968 | 1975 | 1982 | 1990 | 1999 | 2006 | 2008 | 2011 | 2012 | 2013 |
| ---- | ---- | ---- | ---- | ---- | ---- | ---- | ---- | ---- | ---- | ---- |
| 181  | 186  | 176  | 178  | 184  | 183  | 165  | 165  | 188  | 192  | 196  |

Динамика населения:

## Экономика
В 2010 году из 116 человек трудоспособного возраста (от 15 до 64 лет) 93 были экономически активными, 23 — неактивными (показатель активности 80,2 %, в 1999 году — 72,6 %). Из 93 активных трудоспособных жителей работали 87 человек (51 мужчина и 36 женщин), 6 числились безработными (трое мужчин и три женщины). Среди 23 трудоспособных неактивных граждан 3 были учениками либо студентами, 9 — пенсионерами, а ещё 11 — были неактивны в силу других причин.